# Cristoopsis
Cristoopsis is een kevergeslacht uit de familie van de boktorren (Cerambycidae). De wetenschappelijke naam van het geslacht werd voor het eerst geldig gepubliceerd in 1952 door Dillon & Dillon.

## Soorten
Cristoopsis is monotypisch en omvat slechts de volgende soort:
- Cristoopsis poggea Dillon & Dillon, 1952